# لامبيرتو ماجيوراني
لامبيرتو ماجيوراني (بالإيطالية: Lamberto Maggiorani)‏ هو ممثل إيطالي، ولد في 28 أغسطس 1909 بروما في إيطاليا، وتوفي بنفس المكان في 22 أبريل 1983.

## أعمال

### أفلام
- (1948) سارق الدراجة
- (1962) ماما روما

## وصلات خارجية
- لامبيرتو ماجيوراني على موقع IMDb (الإنجليزية)
- لامبيرتو ماجيوراني على موقع ألو سيني (الفرنسية)
- لامبيرتو ماجيوراني على موقع أول موفي (الإنجليزية)
- لامبيرتو ماجيوراني على موقع قاعدة بيانات الأفلام السويدية (السويدية)
- لامبيرتو ماجيوراني على موقع قاعدة بيانات الفيلم (الإنجليزية)
- لامبيرتو ماجيوراني على موقع كينوبويسك (الروسية)